# V-리그 경기장 목록
다음은 대한민국의 배구 리그인 V-리그에서 사용 중인 경기장의 목록이다.

## 사용중인 경기장
| 사진 | 경기장           | 위치              | 구단                                              | 수용인원 | 개장     |
| ---- | ---------------- | ----------------- | ------------------------------------------------- | -------- | -------- |
|      | 계양체육관       | 인천광역시 계양구 | 인천 대한항공 점보스 인천 흥국생명 핑크스파이더스 | 4,270석  | 2013년   |
|      | 김천실내체육관   | 경상북도 김천시   | 김천 한국도로공사 하이패스                        | 5,482석  | 2005년   |
|      | 상록수체육관     | 경기도 안산시     | 안산 OK금융그룹 읏맨                              | 2,535석  | 2013년   |
|      | 수원실내체육관   | 수원시 장안구     | 수원 한국전력 빅스톰 수원 현대건설 힐스테이트     | 4,317석  | 1984년   |
|      | 유관순체육관     | 충청남도 천안시   | 천안 현대캐피탈 스카이워커스                      | 5,482석  | 2001년   |
|      | 의정부실내체육관 | 경기도 의정부시   | 의정부 KB손해보험 스타즈                          | 4,620석  | 1996년   |
|      | 장충체육관       | 서울특별시 중구   | GS칼텍스 서울 KIXX 서울 우리카드 우리WON          | 4,507석  | 1963년 † |
|      | 충무체육관       | 대전광역시 중구   | 대전 KGC인삼공사 대전 삼성화재 블루팡스           | 4.475석  | 1971년   |
|      | 화성실내체육관   | 경기도 화성시     | 화성 IBK기업은행 알토스                           | 5,152석  | 2011년   |

† 2012년부터 2014년까지 리모델링을 거져, 2015년 재개장했다.

## 사용했던 경기장
| 구단                         | 경기장         | 사용년도      | 좌석수  | 개장            | 위치            |
| 인천 흥국생명 핑크스파이더스 |                |               |         |                 |                 |
| ---------------------------- | -------------- | ------------- | ------- | --------------- | --------------- |
| 인천 흥국생명 핑크스파이더스 | 유관순체육관   | 2005년–2009년 | 5,482석 | 2001년          | 충청북도 천안시 |
| 인천 흥국생명 핑크스파이더스 | 도원실내체육관 | 2009년–2013년 | 2,667석 | 1975년          | 인천광역시 중구 |
| 김천 한국도로공사 하이패스   |                |               |         |                 |                 |
| 박정희체육관                 | 2005년–2010년  | 6,277석       | 2001년  | 경상북도 구미시 |                 |
| 성남실내체육관               | 2010년–2015년  | 5,102석       | 1989년  | 경기도 성남시   |                 |
| 수원 현대건설 힐스테이트     |                |               |         |                 |                 |
| 마산실내체육관               | 2005년–2006년  | 5,000석       |         | 경상남도 창원시 |                 |
| GS칼텍스 서울 KIXX           |                |               |         |                 |                 |
| 도원실내체육관               | 2005년–2009년  | 2,667석       | 1975년  | 인천광역시 중구 |                 |
| 박정희체육관                 | 2013년–2014년  | 6,277석       | 2001년  | 경상북도 구미시 |                 |
| 이충문화체육센터 실내체육관  | 2014년–2015년  | 1,757석       | 2003년  | 경기도 평택시   |                 |
| 의정부 KB손해보험 스타즈     | 경민대 체육관  | 2024년        | 1,500석 | 1992년          | 경기도 의정부시 |